# العروة (مجلة)
مجلة العروة هي مجلة عربية صدرت في العراق في الخمسينيات من القرن العشرين، ومولتها الحكومة الأميركية خلال الحرب الباردة الثقافية [الإنجليزية] وتهدف المجلة إلى دعوة العرب والمسلمين إلى الاتحاد ضد الشيوعية، مع التركيز على خير أميركا والعالم الغربي من خلال تصوير الغرب على جالب الحضارة وباني المدن، وتصوير الاتحاد الشيوعي على أنهم ملاحدة محاربو دين. وكان اسم المجلة إشارة إلى مجلة العروة الوثقى، وهي مجلة مناهضة للاستعمار نشرها محمد عبده وجمال الدين الأفغاني عام 1884.

## طالع أيضًا
- مجلة الحوار [الإنجليزية]